# Nicolette van Dam
Pour les articles homonymes, voir van Dam.
 (octobre 2018).
Si vous disposez d'ouvrages ou d'articles de référence ou si vous connaissez des sites web de qualité traitant du thème abordé ici, merci de compléter l'article en donnant les références utiles à sa vérifiabilité et en les liant à la section « Notes et références ».
Nicolette van Dam, de son vrai nom Nicolette Helena Elizabeth van Dam, née le 14 août 1984 à Amsterdam, est une actrice, mannequin et animatrice de télévision néerlandaise.

## Vie privée
Elle est en actuellement en couple avec Bas Smit. De cette union sont nées deux filles, prénommées Kiki-Kate et Lola-Lily.

## Filmographie
- 2005 : Gigolo malgré lui de Mike Bigelow : Spa Attendant[2]
- 2005 : Zoo Rangers en Afrique de Johan Nijenhuis et Dennis Bots[3]
- 2006 : Zoo Rangers en Inde de  Johan Nijenhuis et Dennis Bots[4]
- 2007 : Zoo Rangers en Amérique du Sud de Johan Nijenhuis[5]
- 2014 : Kankerlijers de Lodewijk Crijns : Zuster Esmee[6]
- 2017 : K3 Love Cruise de Frederik Sonck : Visschers[7]
- 2017 : Roodkapje: Een Modern Sprookje de Will Koopman : Collège de Suus[8]

### Séries télévisées
- 2004-2006 : Zoop[9]
- 2007-2010 : Voetbalvrouwen[10]

## Animation
- Depuis 2007 : Die Is de mol! : Animatrice[11]
- Depuis 2008 : Ik wed dat ik het kan! : Animatrice[12]
- Depuis 2008 : Bloemenstal, De : Animatrice[13]
- Depuis 2009 : Achmea Kennisquiz : Animatrice[14]
- Depuis 2009 : Grote Woonwens, De : Animatrice[15]
- Depuis 2010 : My Name Is Michael : Animatrice[16]
- Depuis 2012 : Ik Kom Bij Je Eten : Animatrice[17]